# Comuna Frumușeni, Arad
Frumușeni (în germană: Schöndorf) este o comună în județul Arad, Banat, România, formată din satele Aluniș și Frumușeni (reședința).

## Demografie
Componența etnică a comunei Frumușeni
     Români (91,54%)
     Maghiari (1,46%)
     Alte etnii (0,81%)
     Necunoscută (6,19%)
Componența confesională a comunei Frumușeni
     Ortodocși (86,12%)
     Romano-catolici (3,38%)
     Penticostali (1,62%)
     Alte religii (2,04%)
     Necunoscută (6,85%)
Conform recensământului efectuat în 2021, populația comunei Frumușeni se ridică la 2.600 de locuitori, în creștere față de recensământul anterior din 2011, când fuseseră înregistrați 2.543 de locuitori. Majoritatea locuitorilor sunt români (91,54%), cu o minoritate de maghiari (1,46%), iar pentru 6,19% nu se cunoaște apartenența etnică. Din punct de vedere confesional, majoritatea locuitorilor sunt ortodocși (86,12%), cu minorități de romano-catolici (3,38%) și penticostali (1,62%), iar pentru 6,85% nu se cunoaște apartenența confesională.

## Politică și administrație
Comuna Frumușeni este administrată de un primar și un consiliu local compus din 11 consilieri. Primarul, Aurelian-Reginald Andronic[*], de la Partidul Național Liberal, este în funcție din 2008. Începând cu alegerile locale din 2024, consiliul local are următoarea componență pe partide politice:
|  | Partid                          | Consilieri | Componența Consiliului | Componența Consiliului | Componența Consiliului | Componența Consiliului | Componența Consiliului | Componența Consiliului | Componența Consiliului |
|  | ------------------------------- | ---------- | ---------------------- | ---------------------- | ---------------------- | ---------------------- | ---------------------- | ---------------------- | ---------------------- |
|  | Partidul Național Liberal       | 7          |                        |                        |                        |                        |                        |                        |                        |
|  | Partidul Social Democrat        | 3          |                        |                        |                        |                        |                        |                        |                        |
|  | Alianța pentru Unirea Românilor | 1          |                        |                        |                        |                        |                        |                        |                        |

## Atracții turistice
- Biserica Ortodoxă din satul Frumușeni
- Biserica Romano-Catolică Frumușani
- Mănăstirea "Bizerre", Frumușeni
- Fântâna Turcului, Frumușeni
- Monumentul Eroilor din Frumușeni
- Lacul Frumușeni
- Case germane construite în secolul al XVIII-lea, satul Aluniș